# Ричард Евънс
Рѝчард Джон Ѐвънс (на английски: Richard John Evans, /ˈɹɪtʃ.əd dʒɒn ˈɛvənz/) е английски историк.

## Биография
Роден е на 29 септември 1947 г. в Лондон в семейство от уелски произход. През 1969 г. завършва история в Оксфордския университет, където през 1972 г. защитава и докторат. Преподава в Стърлингския университет (1972 – 1976), Университета на Източна Англия (1976 – 1989), Лондонския университет – Бъркбек (1989 – 1998) и Кеймбриджкия университет (1998 – 2014), след което ръководи „Грешъм Колидж“. Работи главно в областта на най-новата история на Европа, най-вече на Германия.